# Percnia interfusa
Percnia interfusa är en fjärilsart som beskrevs av W. Warren 1893. Percnia interfusa ingår i släktet Percnia och familjen mätare. Inga underarter finns listade i Catalogue of Life.